# Longitarsus pardoi
Longitarsus pardoi là một loài bọ cánh cứng trong họ Chrysomelidae. Loài này được Doguet miêu tả khoa học năm 1974.